# 张兑
张兑，原名张文悦，湖南省张家界慈利县人，元朝末年诗人，著有《溪堂集》。

## 生平
张文悦进京赶考，皇帝见其上牙缺齿，故而赐名“兑”。
张兑为元朝至正元年（1341年）进士，后被召为翰林院国史编修。先后在河北德州、江苏丹徒、湖南茶陵等地任职地方官。元朝末年，朝政腐败，张兑隐居五雷山，做了第二代道长，继承五雷山第一道长天摩天行衣钵。